# Trichophysetis pygmaealis
Trichophysetis pygmaealis là một loài bướm đêm trong họ Crambidae.